# 島ノ関駅
島ノ関駅（しまのせきえき）は、滋賀県大津市島の関にある、京阪電気鉄道石山坂本線の停留場。駅番号はOT11。

## 歴史
- 1913年（大正2年）3月1日：大津電車軌道大津駅（現・びわ湖浜大津駅） - 膳所駅（現・膳所本町駅）間開通と同時に開業[2][3][4]。
  - 開業時、国有鉄道東海道本線貨物支線と供用し、大津 - 馬場（現・膳所駅）は三線軌条で開業[5][6][7][8]。
- 1927年（昭和2年）1月21日：太湖汽船・湖南汽船との合併により琵琶湖鉄道汽船設立[4]。同社の停留場となる[9]。
- 1929年（昭和4年）4月11日：京阪電気鉄道（旧社）との合併により、同社の停留場となる[4][9]。
- 1930年（昭和5年）9月15日：路線名称を制定、大津線の所属となる[4]。
- 1936年（昭和11年）10月10日：路線名称を改定、石山坂本線の所属に変更[4]。
- 1943年（昭和18年）10月1日：阪神急行電鉄との合併により京阪神急行電鉄（現・阪急電鉄）の停留場となる[4][10]。
- 1949年（昭和24年）12月1日：京阪神急行電鉄からの分離により、改めて京阪電気鉄道の停留場となる[4][10]。
- 1966年（昭和41年）6月5日：移設。
- 1969年（昭和44年）11月1日：東海道本線貨物支線が廃止[11]。廃止後、三線軌条は撤去された[6][8]。

## 停留場構造

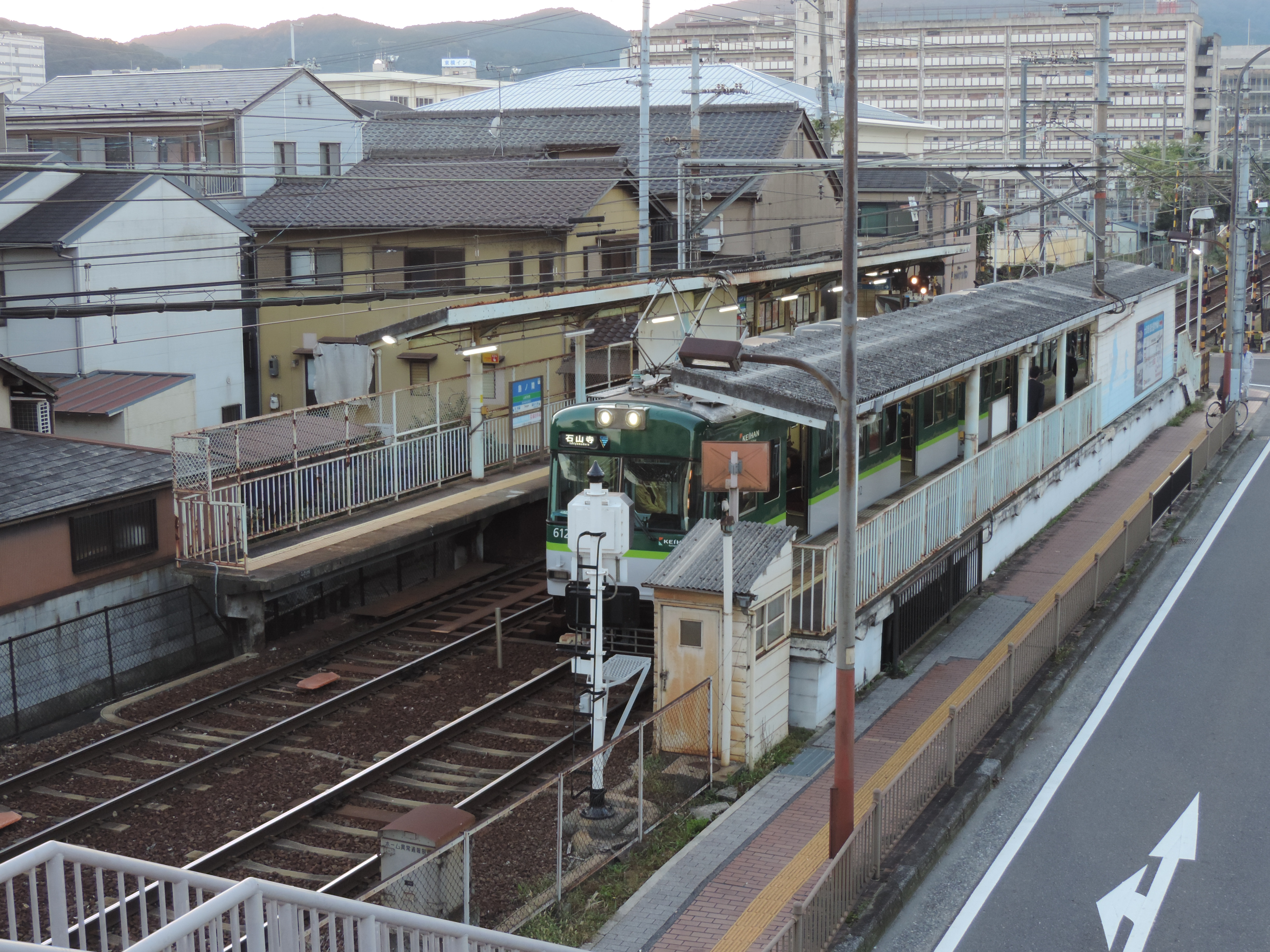
北東側（歩道橋）から島ノ関駅と列車を臨む（2017年11月）

相対式ホーム2面2線を有する地上駅。駅舎（改札口）は坂本比叡山口方面行ホームの坂本比叡山口寄りにあり、反対側の石山寺方面行ホームへは構内踏切で連絡している。
きっぷうりば、IC専用簡易改札機が設置されているが、自動改札機は設置されていない。
かつては一部時間帯に駅係員が配置されていたが、現在は無人駅となっている。

### のりば
| ホーム | 路線        | 方向 | 行先                           |
| ------ | ----------- | ---- | ------------------------------ |
| 駅舎側 | ▼石山坂本線 | 下り | びわ湖浜大津・坂本比叡山口方面 |
| 反対側 | ▼石山坂本線 | 上り | 石山寺方面                     |

- ホーム有効長は2両[14]。のりば番号は設定されていない。

## 停留場周辺
湖岸道路（滋賀県道18号大津草津線・滋賀県道102号大津湖岸線重複）沿いにあり、駅北側には琵琶湖と湖岸公園がある。
- 滋賀県警察本部・滋賀県公安委員会
- 滋賀県立琵琶湖文化館（休館中）
- 大津市消防局中消防署大津水上出張所
- 井上敬之助銅像
- 大津湖岸なぎさ公園
- 大津市民会館
- 大津市立中央小学校
- 大津市立大津幼稚園
- 関西みらい銀行びわこ営業部
- 滋賀県庁
- NHK大津放送局
- 天孫神社

駅東側を通る湖岸道路には歩道橋が架けられていたが、2019年に撤去された。

## 隣の停留場
京阪電気鉄道
▼石山坂本線
石場駅 (OT10) - 島ノ関駅 (OT11) - びわ湖浜大津駅 (OT12)
かつてはびわ湖浜大津駅との間に紺屋関駅・大橋堀駅が存在した。